# Неа Флорина
„Неа Флорина“ (на гръцки: «Νέα Φλώρινα», в превод Нов Лерин) е гръцки вестник, издаван в град Лерин (Флорина), Гърция от 1914 година.

## История
Вестникът започва да излиза през октомври или на 1 ноември 1914 година, една година след присъединяването на Леринско към Гърция, и е вторият в Западна Македония след кожанския „Ихо тис Македонияс“. Негови издатели са бежанците от останалата в Кралство Сърбия Битоля Димитриос Цонкос и Ницас, като Цонкос е начело на редакцията и отговаря за съставянето на материалите. Печата се в печатницата на Цонкос и Ницас. Вестникът е краткотраен. В главата на вестника е отбелязано, че е ежедневник, но няма други данни, които да потвърждават това.